# متفقین جنگ جهانی اول
متفقین نیروهایی بودند که در جریان جنگ جهانی اول در برابر قدرت‌های مرکز یعنی امپراتوری آلمان، اتریش-مجارستان و امپراتوری عثمانی قرار گرفتند.
در آغاز قرن بیستم دولت‌های بزرگ اروپایی خود را در بین دو پیمان بزرگ دسته بندی می‌کردند. در سویی اعضا اتحاد سه‌گانه قرار داشتند و در سمت دیگر اعضا تفاهم مثلث که در سال ۱۹۰۷ طی آن سه دولت جمهوری سوم فرانسه، امپراتوری روسیه و پادشاهی متحد بریتانیای کبیر و ایرلند با هم پیمان همراهی بستند که این پیمان هسته اصلی متفقین را تشکیل میداد. پس از آن اعضا جدیدی به این پیمان پیوستند مانند پادشاهی ایتالیا که پیشتر عضو اتحاد سه‌گانه بود اما در پی اختلافات با امپراتوری اتریش-مجارستان در ۱۹۱۵ به متفقین پیوست. سپس امپراتوری ژاپن، بلژیک، پادشاهی صربستان، پادشاهی یونان، پادشاهی مونته‌نگرو و پادشاهی رومانی نیز به متفقین پیوستند همچنین در سال ۱۹۱۷ و با وقوع انقلاب در روسیه این کشور از این اتحاد خارج شد. علاوه بر آنها در ۱۹۲۰ دولت‌های ارمنستان، پادشاهی حجاز، جمهوری دوم لهستان، بلغارستان و نخستین جمهوری چکسلواکی نیز جزء متفقین معرفی می‌شدند.
در پی اعلان جنگ ۱۹۱۷ ایالات متحده آمریکا به آلمان، ایالات متحده آمریکا به‌طور غیررسمی وارد جرگهٔ متفقین شد، زیرا که همچنان این دولت با امپراتوری عثمانی و پادشاهی بلغارستان روابط غیرخصمانه‌ای داشت.